# John Taihuttu
John Taihuttu (Venlo, 18 de novembre de 1954-17 de gener de 2016) va ser un futbolista neerlandès que jugava en la demarcació d'extrem.

## Biografia
Va començar jugant en clubs com el SC Irene, VV VOS i el TSC '04, fins que el 1981 va fitxar pel VVV Venlo a les mans de l'entrenador Sef Vergoossen. Va jugar en el club fins a 1985 en l'Eerste Divisie, aconseguint com a millor resultat un segon lloc en lliga en la temporada 1984/1985, ascendint a l'Eredivisie. Se'n va anar en qualitat de cedit durant mitja temporada al Fortuna Sittard, fins que va tornar de nou al VVV Venlo fins a 1986. Posteriorment va jugar en el RFC Roermond i en el VV VOS, on va acabar la seva carrera esportiva.
Va morir el 17 de gener de 2016 als 61 anys.

## Clubs
| Club                    | País          | Any         | Partits | Gols |
| ----------------------- | ------------- | ----------- | ------- | ---- |
| VVV Venlo               | Països Baixos | 1981 - 1985 | 99      | 35   |
| Fortuna Sittard (cedit) | Països Baixos | 1985        | 6       | 0    |
| VVV Venlo               | Països Baixos | 1985 - 1986 | 16      | 1    |